# AVG AntiVirus
AVG Antivirus, AVG Anti-Virus — антивирусная система производства чешской компании AVG Technologies, имеющая сканер файлов, сканер электронной почты и поддерживающая возможность автоматического наблюдения. Система безопасности AVG сертифицирована всеми главными независимыми сертификационными компаниями, такими как ICSA, AV-TEST, Virus Bulletin, Checkmark (лаборатория West Coast Labs).

## Описание
AVG Antivirus существует в двух вариантах:
- бесплатная версия антивируса (AVG AntiVirus FREE)
- платная (коммерческая) версия антивируса (AVG AntiVirus и AVG Internet Security)

Основными отличиями платной версии антивируса от бесплатной являются:
- возможность перенастройки пользовательского интерфейса
- более гибкие настройки работы антивируса по расписанию
- возможность получения технической поддержки

AVG Antivirus — это достаточно надёжная и быстро работающая программа. Resident Shield программы автоматически отслеживает возможное проникновение на компьютер загрузочных, исполняемых и макро-вирусов и предпринимает меры по автоматическому их удалению и лечению инфицированных файлов. E-mail Scanner автоматически проверяет всю входящую и исходящую почту. При включении компьютера AVG проверит оперативную память и загрузочные секторы диска, только после этого антивирус разрешит загрузку операционной системы. Далее, по завершении процесса загрузки, AVG разместит свою иконку в системной области, из которой при необходимости он может быть легко запущен.
Начиная с 15 октября 2015 года, антивирус AVG Free увеличивает объём собираемых на компьютере данных. Производителю может отсылаться информация об используемых приложениях, о хакерских программах, имена подозрительных файлов, история поиска и посещений сайтов в интернете. На мобильных устройствах также отсылаются идентификаторы IMEI, IMSI и местоположение. Компания AVG оставляет за собой право передачи полученной информации компаниям-партнерам. Представитель AVG сообщил Wired, что пользователи, не желающие такого использования их обезличенных данных, смогут отключить его «без ущерба функциональности приложения»..

## AVG Antivirus Pro Edition
Коммерческая Pro версия также делится на два варианта редакции: AVG Antivirus Pro и AVG Internet Security. Последняя является антивирусом со встроенными средствами защиты от интернет-атак и угроз.
|                           | AVG Free | AVG Anti-Virus Pro | AVG Internet Security |
| ------------------------- | -------- | ------------------ | --------------------- |
| Anti-Virus & Anti-Spyware | есть     | есть               | есть                  |
| Anti-Rootkit              | есть     | есть               | есть                  |
| Anti-Spam                 | нет      | нет                | есть                  |
| Firewall                  | нет      | нет                | есть                  |
| Safe Downloads            | нет      | есть               | есть                  |
| Safe Instant Messaging    | нет      | есть               | есть                  |
| Safe Search               | есть     | есть               | есть                  |
| Safe Surf                 | есть     | есть               | есть                  |
| Free Support              | нет      | есть               | есть                  |